# One Who Came Back
One Who Came Back ist ein US-amerikanischer Dokumentar-Kurzfilm aus dem Jahr 1951, der für einen Oscar nominiert war.

## Inhalt
Der Film erzählt die Geschichte des amerikanischen Soldaten George Kritzman, der im Koreakrieg (1950–1953) kämpfte und durch Maschinengewehrfeuer schwer verwundet wurde. Geschildert wird die Odyssee seiner Rettung hinter den feindlichen Linien und des sich daran anschließenden Transports von Krankenhaus zu Krankenhaus zurück in seine Heimat. Dem Verwundeten halfen in dieser schweren Zeit die Gedanken an seine Familie, der er versichert hatte, er werde zurückkommen.
Kritzman diente in der Einheit, in der auch Richard Hooker, der den satirischen Anti-Kriegsroman MASH schrieb, stationiert war.

## Produktion
Produziert wurde der Film von Owen Crump und der National Organization of Disabled American Veterans; er entstand in Cooperation mit The Department of Defense und The Association of Motion Picture Producers.
Dem Film sind die Worte vorangestellt: „Dies ist ein wahres Dokument..... fotografiert, wie es passiert ist“ („This is a true document..... photographed as it happened“).
Im Abspann des Films wird daran erinnert, dass es im gesamten Land viele George Kritzmans gebe, die alle auf dem langen Weg zurück in ein normales und sicheres Zivilleben und auf Hilfe angewiesen seien. Daran solle man denken, wenn man das nächste Mal einen Miniatur-Automobil-Anhänger erhalte, denn diese würden von der DAV, der Nationalen Organisation der behinderten amerikanischen Veteranen, kommen, womit der Kongress Millionen von behinderten Veteranen helfen wolle, die zurückgekommen seien ... von den Schlachtfeldern überall auf der Welt. („Today, in Veteran's Administration hospitals throughout the country, there are many George Kritzmans ... all journeying on the long road back to a normal and secure civilian life. They will need your help. Remember this ... particularly the next time you receive your miniature automobilie license key tag ... for it is sent to you by the DAV, the National Organization of Disabled American Veterans, chartered by Congress to aid millions of disabled veterans who have come back ... from battlefields all over the world.“)

## Auszeichnung
Auf der Oscarverleihung 1952 war Owen Crump mit dem Film in der Kategorie „Bester Dokumentar-Kurzfilm“ für einen Oscar nominiert, konnte sich jedoch nicht gegen Fred Zinnemann und dessen Film Benjy durchsetzen.